# Beverly Hills
Beverly Hills – miasto położone w metropolii Los Angeles w południowej części stanu Kalifornia w Stanach Zjednoczonych. Prawa miejskie otrzymało w roku 1914. Los Angeles, które otacza Beverly Hills, chciało wchłonąć je w roku 1923, ale poprzez działania mieszkańców Beverly Hills pozostało samodzielnym miastem. Przez następne lata Beverly Hills przekształciło się w osiedle bogatych i sławnych ludzi – mieszka lub mieszkało tutaj wiele osobistości, szczególnie z Hollywood. Miasto jest jedną z najbardziej ekskluzywnych miejscowości w USA. Tutaj znajduje się m.in. aleja Rodeo Drive.

## Historia

### Wczesna historia
3 sierpnia 1769 roku, na tereny późniejszego Beverly Hills, przybył Gaspar de Portolà, podróżując miejscowymi szlakami, na miejscu których w dzisiejszych czasach znajduje się Wilshire Boulevard. W roku 1828 w tym też miejscu osiedlili się Maria Rita de Valdez ze swoim mężem. Swoje 18 km² powierzchni nazwali Rancho Rodeo de las Aguas. W latach 80. XIX wieku ranczo zostało podzielone na działki o wielkości 0,30 km², a następnie natychmiast sprzedane mieszkańcom Los Angeles i zachodniego wybrzeża.

### XX wiek

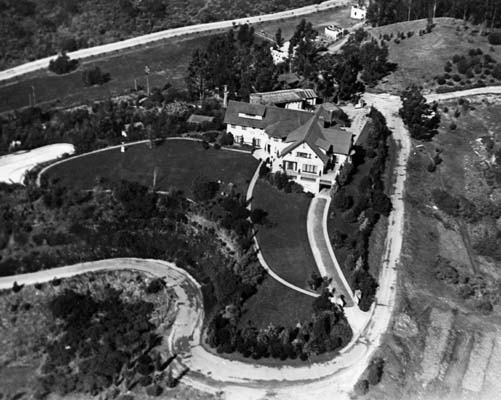
Zdjęcie lotnicze posiadłości Pickfair z roku 1920

W 1900 roku, Burton Green, Henry E. Huntington oraz konsorcjum inwestorów, utworzyli spółkę o nazwie Amalgamated Oil Company, kupili ranczo Hammela i Denkera, po czym rozpoczęli poszukiwania wartościowych złóż. Nie znaleźli jednak wystarczająco dużo, żeby mogli je wykorzystać na drodze handlowej. Dlatego, w roku 1906, zreorganizowali swoją działalność, która od tamtej pory funkcjonowała pod nazwą Rodeo Land and Water Company, a swoją nieruchomość przemianowali na „Beverly Hills”, podzielili ją na mniejsze części i zaczęli sprzedawać. Swoją nazwę miejsce to zawdzięcza Beverly Farms w Beverly (Massachusetts), a także pobliskim górom. Pierwszy dom stanął tutaj w roku 1907, jednak dalsza ich sprzedaż była wolna. Rejon ten był jedną z wielu całkowicie „białych” miejscowości, jakie miały powstać w okolicach Los Angeles w tym czasie. Przedstawiciele żadnej rasy poza białą nie mogli kupować ani wynajmować nieruchomości, chyba że byli zatrudnieni jako służący u białych mieszkańców. Dotyczyło to również Żydów.
W 1911 roku Burton Green rozpoczął budowę Beverly Hills Hotel. Hotel został ukończony w 1912 roku. Goście hotelu byli namawiani do zakupu ziem w Beverly Hills, dzięki czemu w 1914 roku rejon miał wystarczająco dużą populację, aby mógł uzyskać status niezależnego miasta. W tym samym roku Rodeo Land and Water Company zdecydowało się oddzielić swój biznes wodny od biznesu nieruchomościowego. Komisja Użytkowości w Beverly Hills (The Beverly Hills Utility Commission) mogła zarejestrować swoją działalność we wrześniu 1914 roku, kupując cały kapitał użytkowy od Rodeo Land and Water Company.
W 1919 roku Douglas Fairbanks i Mary Pickford kupili ziemię na Summit Drive i wybudowali posiadłość, która została ukończona w roku 1921 i przez prasę nazwana „Pickfair”. Z Fairbanksem i Pickford kojarzył się przepych i bogactwo, podobnie jak z innymi gwiazdami kina, które wybudowały swoje posiadłości na terenie miasta, co przyczyniło się do wzrostu popytu na nieruchomości.
W początku lat 20. XX wieku liczba ludności Beverly Hills wzrosła wystarczająco, aby zakończyć polityczny problem związany z dostarczaniem wody. W 1923 roku zaproponowano rozwiązanie, które wydawało się być całkowicie naturalnym, mianowicie przyłączenie do Los Angeles. Natychmiast jednak zawiązała się opozycja, która była przeciwko przyłączeniu miasta, na czele z najbardziej znanymi mieszkańcami jak Mary Pickford, Will Rogers, Douglas Fairbanks czy Rudolph Valentino. Komisja Użytkowości również była przeciw temu rozwiązaniu, narzucając miastu wzięcie udziału w specjalnej elekcji, w której plan ten został ostatecznie odrzucony stosunkiem głosów 507 do 337. W 1925 roku Beverly Hills zatwierdziło wydanie obligacji na zakup 1,6 km² pod nowy kampus dla Uniwersytetu Kalifornijskiego (UCLA). Los Angeles, Santa Monica oraz Venice również zobowiązały się do pomocy finansowej przy budowie kampusu.
W 1928 roku, na Wilshire Boulevard pomiędzy El Camino i Rodeo Drives, części dawnego Beverly Hills Speedway, został otwarty Beverly Wilshire Apartment Hotel (obecnie Beverly-Wilshire Hotel). W tym samym roku potentat naftowy Edward L. Doheny zakończył budowę Greystone Mansion, posiadłości z 55 pokojami, która w zamyśle była prezentem ślubnym dla jego syna. Obecnie posiadłość jest własnością miasta Beverly Hills.
We wczesnych latach 30., Santa Monica Park zmienił nazwę na Beverly Gardens i został rozbudowany do trzech kilometrów długości wzdłuż bulwaru Santa Monica Boulevard. Fontanna elektryczna wyznaczała róg Santa Monica Blvd. i Wilshire Blvd. W kwietniu 1931 roku oficjalnie otwarty został nowy, wybudowany w stylu renesansowym, ratusz.

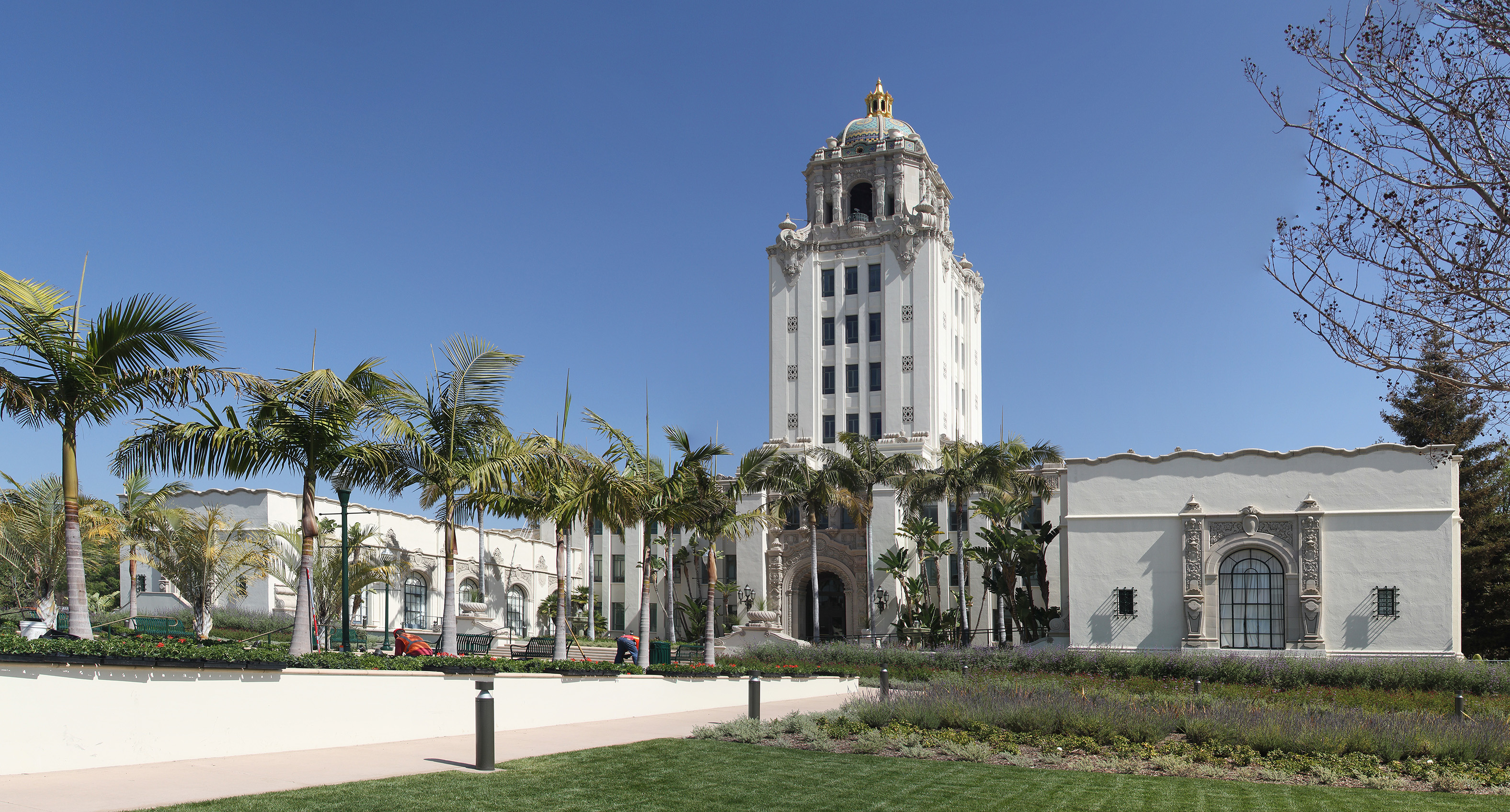
Gmach Ratusza w Beverly Hills zbudowany w roku 1931

We wczesnych latach 40. czarni aktorzy i biznesmeni zaczęli przeprowadzać się do Beverly Hills, pomimo paktu, który dopuszczał wyłącznie białych do osiedlania się w mieście. Miejscowe stowarzyszenie na rzecz rozwoju starało się wyegzekwować dotychczas panujące prawo przed sądem. Po przeciwnej stronie znalazły się m.in. takie postaci, jak Hattie McDaniel, Louise Beavers i Ethel Waters. Wśród białych mieszkańców miasta, wspierających pozew przeciwko czarnym, była gwiazda kina niemego, Harold Lloyd. Stowarzyszenie NAACP, wspomagające rozwój m.in. czarnych ludzi, przystąpiło do obrony, co zakończyło się sukcesem. W swoim werdykcie, sędzia federalny Thurmond Clarke powiedział, iż jest to czas, w którym „członkom czarnej rasy zostały przyznane, bez żadnych restrykcji i wymówek, pełne prawa, które gwarantuje im czternasta poprawka”.
Pod koniec lat 90. Zarząd Transportu Hrabstwa Los Angeles zaproponował rozbudowę czerwonej linii metra wzdłuż bulwaru Wilshire Boulevard do centrum Beverly Hills. Miasto wyraziło jednak sprzeciw i rozbudowy nie rozpoczęto.

### XXI wiek
W 2001 roku Zarząd Transportu Hrabstwa Los Angeles zaproponował stworzenie trasy linii systemu Bus rapid transit wzdłuż bulwaru Santa Monica Boulevard, jednak ten pomysł również nie spotkał się z entuzjazmem ze strony miasta i nie został zrealizowany. Obecnie ten odcinek trasy obsługiwany jest przez mniej wydajne autobusy sieci Metro Rapid.
Miasto Beverly Hills szeroko sprzeciwiło się Propozycji 8, postanowieniu z 2008 roku, które uchyliło prawne uznawanie małżeństw osób tej samej płci. Propozycja ta przeszła nieznacznie w całym stanie, ale w Beverly Hills tylko 34% głosowało za, a 66% przeciw.
W środku suszy 2015 roku Beverly Hills okazało się jednym z największych konsumentów wody w całej Kalifornii. W rezultacie zostało poproszone przez państwo o zmniejszenie konsumpcji o 36%, co skłoniło wielu mieszkańców do zastąpienia trawników rodzimymi roślinami. W tym samym czasie władze miasta zastąpiły trawę przed ratuszem meksykańską szałwią.

## Geografia
Beverly Hills i sąsiadujące z nim miasto West Hollywood są całkowicie otoczone przez Los Angeles: na północnym zachodzie graniczy z dzielnicą Los Angeles Bel Air i górami Santa Monica Mountains, na wschodzie z West Hollywood, miastem Carthay graniczącym z Los Angeles i Fairfax District, dzielnicą Los Angeles, a na południu z Beverlywood. Tak zwany miejscowy „Platynowy Trójkąt”, na który składają się trzy bogate miejscowości, tworzą Beverly Hills, Bel-Air oraz Holmby Hills.
Pomimo charakterystycznej nazwy miasta, większość jego mieszkańców żyje na nizinach Beverly Hills, na stosunkowo płaskim terenie. Domy znajdujące się na wzgórzach, na północ od Sunset Boulevard, mają o wiele większą wartość od przeciętnej ceny domu dla reszty miasta. Wiele z najbardziej ekskluzywnych i najdroższych domów w Beverly Hills znajduje się na samym krańcu wzgórz.

### Zdjęcia

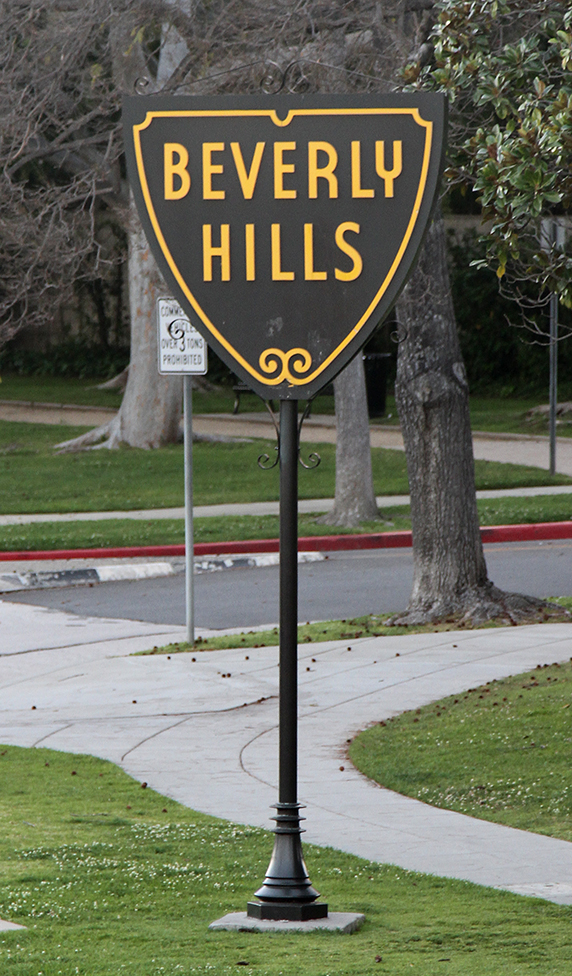
Znak granicy miasta.
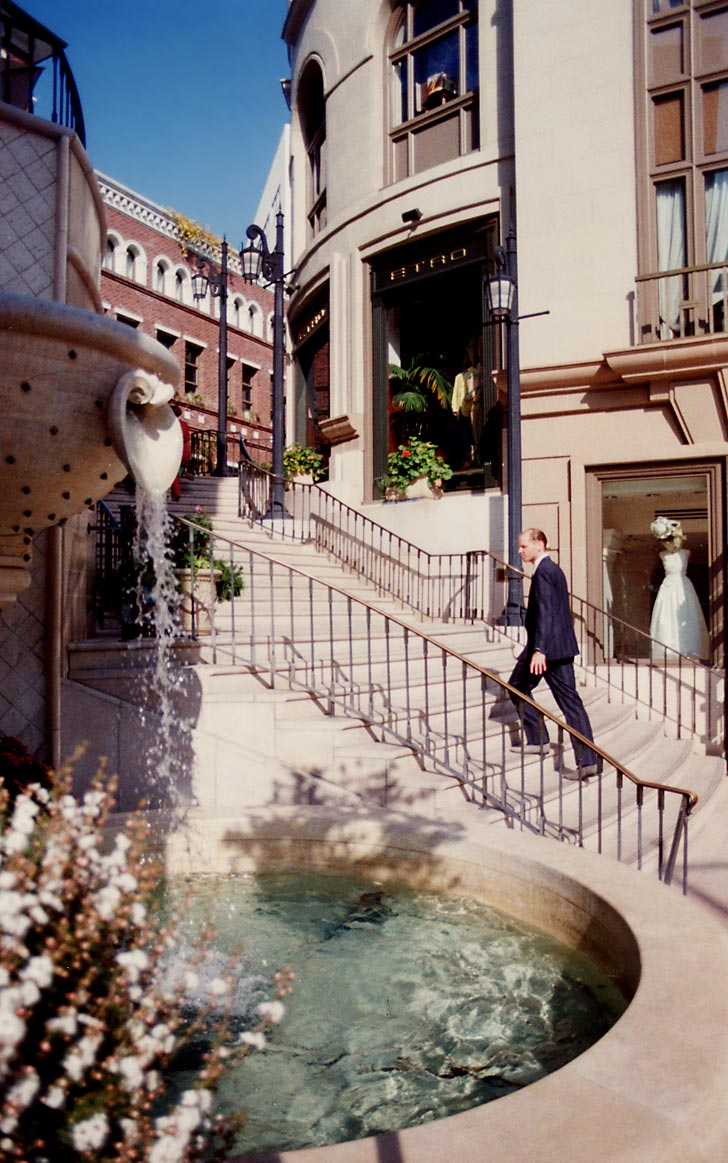
Hiszpańskie schody przy sławnej ulicy Rodeo Drive.
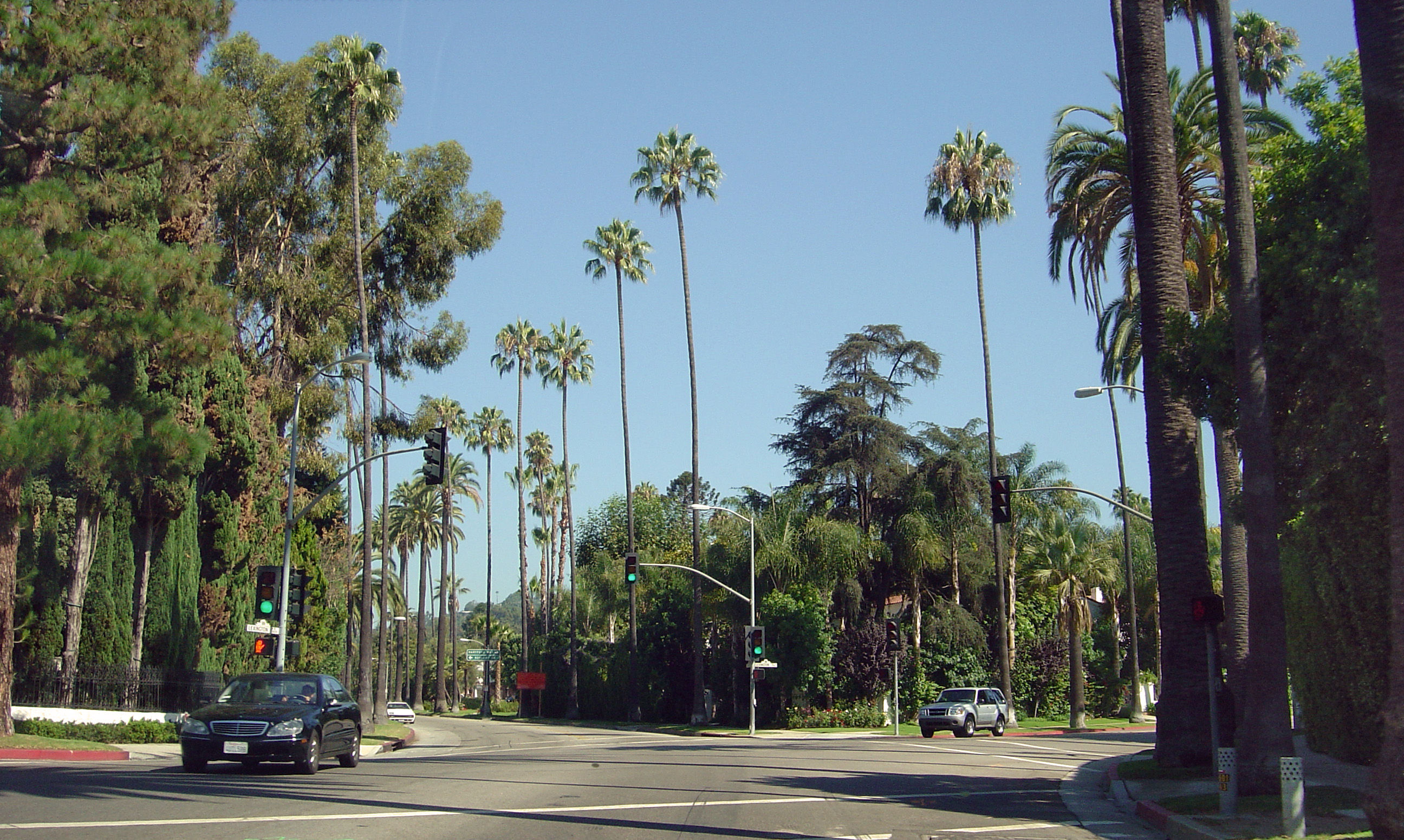
Skrzyżowanie Benedict Canyon i Lexington Roads.
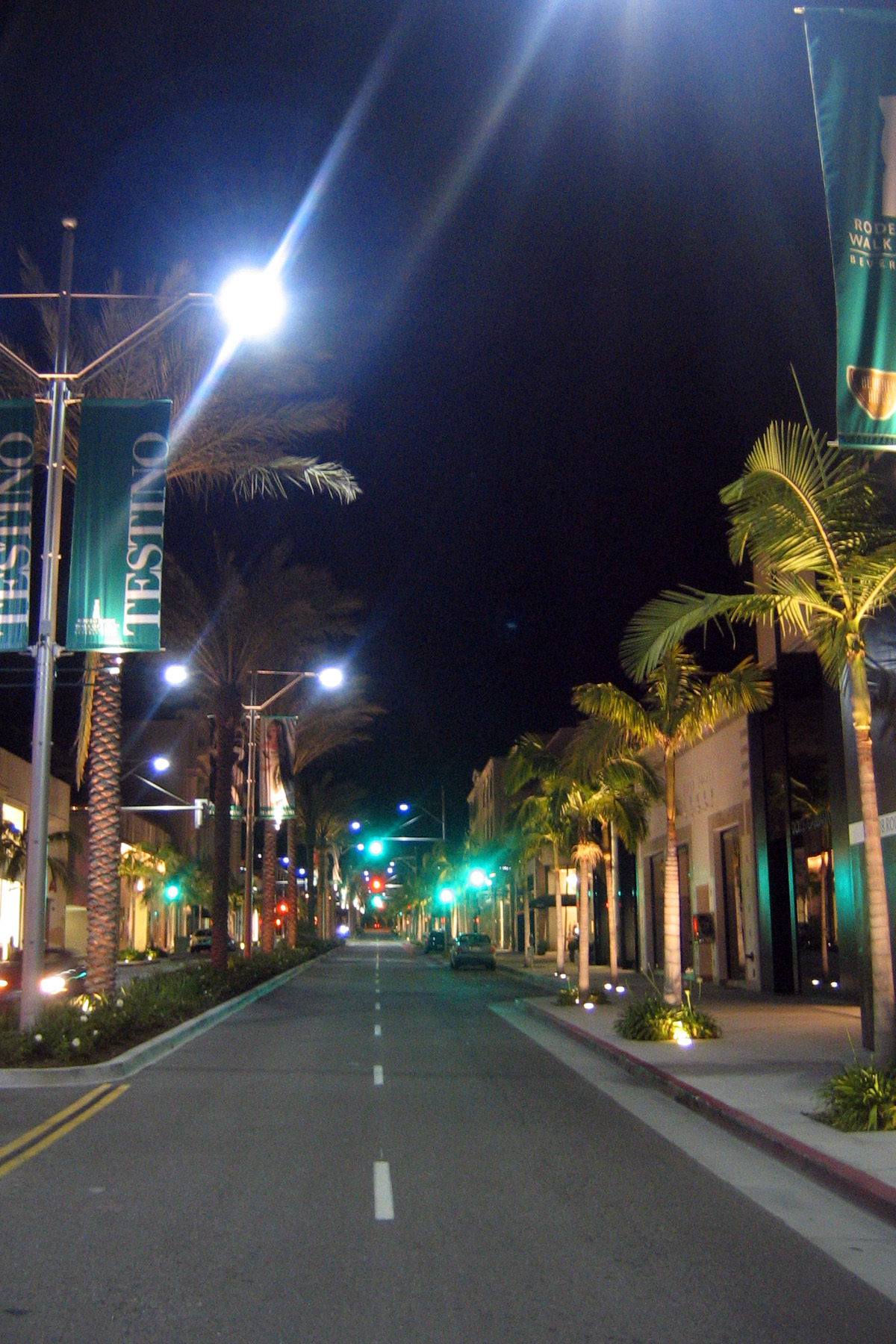
Rodeo Drive nocą.

## Gospodarka
W mieście rozwinął się przemysł filmowy, lotniczy oraz elektroniczny.

## Miasta partnerskie
- Acapulco
- Cannes